# هوراس بارنيل تاتل
هوراس بارنيل تاتل (بالإنجليزية: Horace Parnell Tuttle )‏ (و. 1837 – 1923 م) هو عالم فلك من الولايات المتحدة الأمريكية . ولد في نيوفيلد .
توفي في واشنطن العاصمة، عن عمر يناهز 86 عاماً.

## جوائز
حصل على جوائز منها:
- Lalande Prize [الإنجليزية]‏.